# Nissa (Capadòcia)
Nissa (en grec antic: Νύσσα) o Nisa (Νύσα) va ser una ciutat de la regió de Capadòcia, a l'Àsia Menor, que va existir en l'època del Baix Imperi i és coneguda principalment perquè Gregori de Nissa en va ser bisbe. Estava situada a la via que anava d'Ancira a Cesarea.
La principal notícia de la ciutat fa referència al nomenament de sant Gregori de Nissa com a bisbe de la ciutat, i com a tal va participar en els concilis d'Antioquia (378), Constantinoble (381) i Constantinoble (394). Posteriorment, es coneix el bisbe Heràclides (cap al 431), Musoni (que participà en el concili de Calcedònia el 451 com a bisbe de Nissa) i Joan (que participà en el concili de Constantinoble el 553).
La localització de la ciutat ha estat objecte de debat: Anderson la situà a Bazirgian Hüjük, i Kiepert a Muradli Hüjük, mentre que d'altres la identificaren amb l'actual ciutat de Nevşehir, encara que els estudis recents posen seriosament en dubte l'associació de totes dues. Actualment se sol identificar amb unes restes vora la vila de Harmandalı, al districte d'Ortaköy, província d'Aksaray. El jaciment arqueològic es compon de dos espais, anomenats Buyukkale (castell gran) i Küçükkale (castell petit), situats a dos quilòmetres al nord de Harmandalı.